# ریچارد لینترن
ریچارد لینترن (انگلیسی: Richard Lintern؛ زادهٔ ۸ اکتبر ۱۹۶۲) هنرپیشه اهل انگلستان است. وی از سال ۱۹۸۷ میلادی تاکنون مشغول فعالیت بوده‌است.
از فیلم‌ها یا برنامه‌های تلویزیونی که وی در آن نقش داشته‌است می‌توان به جاسوسان ورشو، سیریانا، دزدی بانک، و رؤیای کاساندرا اشاره کرد.